# Gilbert Ishimwe
Gilbert Ishimwe (10 de octubre de 2000) es un futbolista sueco, nacionalizado ruandés, que juega en la demarcación de centrocampista para el IFK Eskilstuna de la División 2.

## Selección nacional
El 17 de noviembre de 2022 hizo su debut con la selección de fútbol de Ruanda en un encuentro amistoso contra Sudán que finalizó con un resultado de empate a cero.

## Clubes
| Club                      | País   | Año       | Partidos | Goles |
| ------------------------- | ------ | --------- | -------- | ----- |
| Eskilstuna City FK        | Suecia | 2020-2021 | 37       | 14    |
| Örebro Syrianska IF       | Suecia | 2022      | 14       | 1     |
| Karlslunds IF FK (cedido) | Suecia | 2022      | 13       | 1     |
| Örebro Syrianska IF       | Suecia | 2022      | 1        | 0     |
| IFK Eskilstuna            | Suecia | 2023-     |          |       |